# دره کافران
دره کافری یا دره کافران نام دره ای است در پیرامون روستای کاریان در شهرستان جویم در استان فارس، در لهجهٔ محلی آن را «کشته کافری» می‌نامند. تنها راه اتصال مستقیم روستای کاریان به قلعه شاه‌نشین می‌باشد.
از گفتارهٔ مردم روستا در سال ۱۳۷۳ در امتداد این دره استخوان‌های متعدد آدمی مشاهده کرده‌اند.

شرق‌شناس ویلیام استاک در بازدید خودش از این محل در سال ۱۲۹۹ قمری می‌نویسد: 
«کاریان میان سه تپه صخره أی قد علم کرده و چنین می‌گویند که همین باعث عظمت آن شده‌است. می‌افزاید: با سه تن از روستائیان از تپه بالا رفتیم، آنها در کوهپایه‌ها از رفتن بازماندند، استخوان‌هایی یافتند که می‌گفتند استخوان آدمی است.»